# Enkianthus sikokianus
Enkianthus sikokianus är en ljungväxtart som först beskrevs av Ivan Vladimirovitj Palibin, och fick sitt nu gällande namn av Jisaburo Ohwi. Enkianthus sikokianus ingår i släktet klockbuskar, och familjen ljungväxter. Inga underarter finns listade i Catalogue of Life.